# Kudykam
Lyrikál Kudykam je dílo složené z více než dvou tisíc veršů Michala Horáčka, z nichž některé byly zhudebněny Petrem Hapkou. 
Uváděn byl nejprve od 21. října 2009 do 16. ledna. 2011 ve Státní opeře Praha, poté v Janáčkově divadle v Brně, čtyři představení 3.–5. června 2011 a tři představení 18.–19. října 2011. 
K projektu vyšlo CD a DVD.

## Tvůrci
- Producent: Michal Horáček
- Režie: Dodo Gombár
- Námět: Michaela Hořejší, Michal Horáček
- Písně - hudba: Petr Hapka
- Písně - texty: Michal Horáček
- Instrumentace, nastudování a scénická hudba: Ondřej Brzobohatý
- Choreografie: Pavel Strouhal
- Scéna a kostýmy: Michaela Hořejší
- Dirigent: Jiří Mikula, Tomáš Brauner
- Sound design: Michal Pekárek
- Light design: Pavel Dautovský
- Smluvní koprodukcent: Oldřich Lichtenberg

## Osoby a obsazení
- Kudykam: Karel Dobrý, Vojtěch Dyk, Csongor Kassai
- Martin: Marek Holý, Jan Maxián, Ondřej Ruml
- Martina: Hana Holišová, Petra Hřebíčková, Jana Stryková, Lucia Šoralová
- Štamgast: Filip Čapka, Jan Sklenář, Gustav Řezníček
- Jasnovidka: Nina Divíšková, Věra Nerušilová, Hana Seidlová
- Strýc: Jaromír Dulava, Václav Svoboda, Pavel Zatloukal
- Cizí žena: Naďa Válová, Lucia Šoralová
- Pozorovatel: František Segrado
- Mňaudámička Una: Kristýna Kudrnáčová, Alžbeta Stanková, Lucie Žďánská
- Mňaudámička Due: Soňa Jányová, Kateřina Nováková, Veronika Veselá
- Mňaudámička Tre: Tereza Martinová, Linda Fikar Stránská, Kateřina Šildová, swing Barbara Chybová
- Šumichrást Alfa: Michal Kavalčík, Denny Ratajský
- Šumichrást Beta: Zbyněk Fric, Oldřich Smysl
- Šumichrást Gama: Petr Novotný, Petr Šudoma
- Šumichrást Delta: Jan Bursa, Václav Muška, swing Viktor Polášek
- Kant: Vojtěch Gajda, Jaroslav Synek
- Údržbáři: Lukáš Jindra, Ondřej Jonáš, Michal Maťátko, Jan Roušar

## Obsažené písně a interpreti
| - V penziónu svět - Martin - Smích z vedlejšího pokoje - Štamgast - Hladiny - Kudykam - Kocouři I - Mňaudámičky a Jasnovidka - Strážce plamene - Pozorovatel - Rozeznávám - Pozorovatel - Člověk je rodem tanečník - Kudykam - V Penziónu svět II - údržbáři | - S cizím chlapem v cizím pokoji - Cizí žena - Tolik běsů, tolik víl - Martina - Ptákoviny - Kudykam a šumichrásti - Individualita - company - Štvanice - Štamgast - Kocouři II - Jasnovidka a mňaudámičky - Havrani na sněhu - Martin | - Až povezou mě na lafetě - Strýc - Štěstí je krásná věc - Strýc - Buřty, pivo, nenávist - Štamgast a strýc - Svatí podél cest - Martina - Můj Bože, to je krásný den - Martin a Martina - Tante Cose Da Veder - Kudykam - Přišlo mi to vhod - Martin a Martina, průvodní přídavková píseň - Zázrak - Jasnovidka, později používaná přídavková píseň |

## CD Kudykam
Ještě před uvedením představení Kudykam na divadelních prknech vyšlo CD s písněmi z lyrikálu - Hapka & Horáček: Kudykam - CD
- V penziónu svět - Jan Maxián
- Hladiny - Karel Dobrý
- Svatí podél cest - Lenka Nová
- Rozeznávám František Segrado
- Štvanice - Karel Dobrý
- Havrani na sněhu - Ondřej Ruml
- Člověk je rodem tanečník - Csongor Kassai
- Smích z vedlejšího pokoje - Jan Sklenář
- Můj Bože, to je krásný den - Lucia Šoralová a Vojtěch Dyk
- Ptákoviny Ondřej Brzobohatý, Vojtěch Dyk, Jan Maxián a Ondřej Ruml
- Tolik běsů, tolik víl Lucia Šoralová
- Přišlo mi to vhod Jana Lota a Richard Krajčo
- Tante Cose da veder' Vojtěch Dyk
- Tante Cose da veder' Karel Gott

## DVD Kudykam
V listopadu 2010 pořídila Česká televize záznam představení, které odvysílala a které je součásti DVD Hapka & Horáček: Kudykam - DVD. 
Obsazení: Csongor Kassai, Ondřej Ruml, Hana Holišová, Hana Seidlová, Jaromír Dulava, Jan Sklenář, Naďa Válová, František Segrado a další.

## CD Tante Cose da veder
V listopadu 2011 vyšlo CD Hapka, Horáček, Brzobohatý: Tante Cose da veder s různými interpretacemi jediné písně, které připravil Ondřej Brzobohatý.
Villonskou baladu nejprve přednese Michal Horáček a pak zazpívají Petr Hapka, Karel Gott, Jarek Nohavica, 
Katarína Knechtová, Jiří Suchý, Dan Bárta, Szidi Tobias a Aneta Langerová.